# 9 tháng 11
Ngày 9 tháng 11 là ngày thứ 313 (314 trong năm nhuận) trong lịch Gregory. Còn 52 ngày trong năm.

## Sự kiện
- 1330 – Trận Posada giữa Basarab I của Walachia và Károly I Róbert của Hungary bắt đầu gần biên giới Oltenia–Severin ngày nay ở România.
- 1372 – Vua Trần Nghệ Tông nhường ngôi cho em là Trần Kính (vua Trần Duệ Tông sau này), lui về làm Thái thượng hoàng.
- 1799 – Emmanuel Joseph Sieyès và Napoléon Bonaparte dẫn đầu đảo chính 18 Brumaire để thay thế Chế độ đốc chính bằng Chế độ tổng tài là chính phủ Pháp.
- 1867 – Mạc phủ Tokugawa trao trả lại quyền lực cho Thiên hoàng bằng tuyên ngôn "Đại chính phụng hoàn", giúp khởi đầu Minh Trị Duy tân tại Nhật Bản.
- 1888 – Mary Jane Kelly bị giết tại Luân Đôn, bà được coi là nạn nhân thứ 5 và cuối cùng của kẻ giết người hàng loạt không tên "Jack the Ripper".
- 1918 – Hoàng đế William II của Đế chế Đức thoái vị, Hoàng tử Maximilian của Baden từ chức Thủ tướng, và Philipp Scheidemann công bố Cộng hòa Weimar.
- 1921 – Đảng Phát xít quốc gia tại Ý được thành lập.
- 1938 – Đêm Kristallnacht, hơn 90 người Do Thái bị giết và hơn 25.000 người khác bị đưa vào các trại tập trung, theo chính sách bài Do Thái của Adolf Hitler tại Đức Quốc xã.
- 1946 _ Bản hiến pháp đầu tiền của nước Việt Nam Dân chủ Cộng hoà ra đời
- 1953 – Chiến tranh Đông Dương: Pháp trao trả lại chủ quyền cho Campuchia, Quốc vương Norodom Sihanouk hồi hương sau một thời gian lưu vong tại Thái Lan.
- 1964 – Đài thiên văn Tử Kim Sơn ở Nam Kinh phát hiện tiểu hành tinh vành đai chính 1888 Zu Chong-Zhi (1964 VO1)
- 1989 – Cộng hòa Dân chủ Đức tuyên bố mở cửa biên giới nội bộ Đức và Bức tường Berlin, tượng trưng cho sự kết thúc Chiến tranh Lạnh và sự sụp đổ của Khối Warszawa.
- 1994 – Nguyên tố hóa học Darmstadti được tạo thành lần đầu trong Trung tâm Nghiên cứu Ion nặng GSI Helmholtz tại thành phố Darmstadt, Đức.
- 2000 – Hạ Thương Chu đoạn đại công trình chính thức công bố kết quả của dự án là "Hạ Thương Chu niên biểu".

## Sinh
- 1818 – Ivan Sergeyevich Turgenev, Đại văn hào Nga
- 1914 – Hedy Lamarr, diễn viên, nhà phát minh người Mỹ gốc Áo, đã phát triển công nghệ trải phổ nhảy tần, là tiền thân của Wi-Fi, Bluetooth, và GPS
- 1984 – Goo Hye-sun, diễn viên, ca sĩ, nhạc sĩ, đạo diễn và hoạ sĩ người Hàn Quốc
- 1996 – Hirai Momo, thành viên nhóm nhạc Twice (nhóm nhạc) người Nhật Bản
- 1996 – Nguyễn Thị Ánh Viên, cựu vận động viên bơi lội người Việt Nam
- 1998 – Triệu Lộ Tư, diễn viên người Trung Quốc

## Mất
- 1935 – Nguyễn Hữu Thị Nhàn, tôn hiệu Khôn Nguyên Hoàng thái hậu, chính thất của vua Đồng Khánh (s. 1870).
- 1980 – Hoàng Thị Cúc, được gọi là Đức Từ Cung, thứ phi của vua Khải Định, mẹ vua Bảo Đại (s. 1890).
- 1997
  - Nguyễn Xiển, nhà khoa học, chính khách Việt Nam (s. 27/7/1907)
  - Trần Hiệu, nhà hoạt động và chính trị gia người Việt Nam, Cục trưởng Tình báo đầu tiên của Việt Nam Dân chủ Cộng hòa, Đại tá Quân đội nhân dân Việt Nam. (s. 30/4/1914)
- 2020 – Lê Dinh, nhạc sĩ người Việt Nam (s. 1934).

## Những ngày lễ và kỷ niệm
- Ngày Pháp luật Việt Nam (bắt đầu từ 2013)